# Jack Donnelly
Jack Donnelly (Bournemouth, 28 de outubro de 1985) é um ator inglês.

## Biografia
Donnelly é mais conhecido por interpretar Jason Winkler na popular série do Nickelodeon A Casa de Anubis (House Of Anubis). Em março de 2013, foi anunciado que ele iria participar como personagem principal, Jason, na série da BBC Atlantis, que começou em setembro de 2013. Ele é um dos membros fundadores do grupo de comédia de improviso "Chuckle Duster", que faz espetáculos ocasionalmente, em East London.
A sua mãe, Chrissie Wickham, é coreógrafa (dos Bucks Fizz' 1981 Eurovision winning routine), atriz e ex-Hot Gossip, um grupo de dança realizado em Starlight Express, onde esteve até aos seis meses de gravidez de Jack, que ela mencionou em uma entrevista no "Graham Norton Show" na BBC Radio 2 a 21 de dezembro de 2013.
Ele nasceu em Bournemouth e vem de Ringwood, Hampshire. Frequentou a escola primária de Santa Catarina em Wimborne, Dorset, e mais tarde a escola primária de São Pedro, em Bournemouth.

## Filmografia
| Ano  | Titulo (EEUU)       | Personagem           | Nota                       |
| ---- | ------------------- | -------------------- | -------------------------- |
| 2011 | House of Anubis     | Jason Winkler        | Serie de TV                |
| 2012 | Doctors             | Harry Kilber-Bennett | Serie de TV                |
| 2012 | Threesome           | Pull / Paul          | Serie de TV                |
| 2012 | Misfits             | White Rabbit         | Serie de TV                |
| 2013 | Dancing on the Edge | Leopold              | Minissérie                 |
| 2013 | Atlantis            | Jason                | Serie de TV (Em andamento) |